# Lepthercus
Lepthercus es un género de arañas migalomorfas de la familia Nemesiidae. Se encuentra en Sudáfrica.

## Lista de especies
Según The World Spider Catalog 14.0:
- Lepthercus dregei Purcell, 1902
- Lepthercus rattrayi Hewitt, 1917